# Station St Austell
St Austell is een spoorwegstation van National Rail in St. Austell, Restormel in Engeland. Het station is eigendom van Network Rail en wordt beheerd door Great Western Railway. 